# Folgefonna
Folgefonna (auch Folgefonni genannt) ist der Name eines Gletschers in der norwegischen Region Hardanger.
Er ist mit 214 km² der drittgrößte Festlandsgletscher Norwegens (nach Jostedalsbreen und Svartisen). Bei der Unterteilung in die Abschnitte des Gletschers ergibt sich folgende Flächenverteilung: nördlicher Folgefonna 25 km², mittlerer Folgefonna 9 km² und südlicher Folgefonna 180 km².

## Lage
Der Gletscher liegt in der Hochgebirgsregion der Folgefonnhalbinsel zwischen Sørfjord im Osten, Åkrafjord im Süden und Hardangerfjord im Westen. Der Gletscher bedeckt Teile der Kommunen Ullensvang, Etne und Kvinnherad, die alle zur Fylke Vestland gehören.
Der höchste Punkt des Gletschers ist 1662 moh., der niedrigste 400 moh. Der Folgefonna hat mehrere Ausläufer, u. a. Bondhusbreen, Blomsterskardsbreen und Buerbreen.

### Unterteilung
Der Schildgletscher ist heute in drei Eisflächen zerfallen. Diese werden Sønder Folgefonni, Midtre Folgefonni und Nordre Folgefonni genannt.
Hydrologisch entwässert der gesamte Gletscher in fünf Wassersysteme (Vassdragsnr. 042, 045, 046, 047 und 048). Diese werden wiederum so in einzelne Fließgewässersysteme unterteilt so, dass der Gletscher in insgesamt 27 verschiedene Wassersysteme unterteilt wird. Diese haben in der Regel auch eine eigene Wassersystemnummer mit einer Messstelle. Verständlicherweise ist bei einem Gletscher dieser Größe die Entwässerungsmenge nicht exakt bestimmbar. Auch die jeweilige Drainagefläche je Wassersystem ist nicht genau erfassbar.
Nicht jede Wassersystemnummer hat auch einen dazugehörenden Gletschernamen, während andere durchaus mehrere Namen haben können, die jeweils eine Gletscherzunge bezeichnen, die in das gleiche Fließgewässer entwässern. Beispielsweise hat der Buerelvi (Gewässernummer 048.B1) zwei benannte und eine unbenannte Gletscherzunge. Benannt sind beim Buerelvi der Untere und Obere Buerbreen.

## Folgefonna-Nationalpark
Seit dem 29. April 2005 ist der Folgefonna der 25. Nationalpark in Norwegen. Sowohl der Gletscher als auch ein großer Teil der Landschaft herum sind jetzt geschützt, zusammen 545,2 km². (Siehe: Folgefonna-Nationalpark)

## Entstehung
Der Folgefonna ist kein Rest der Eiszeit. Nach dem Ende der letzten Eiszeit zog das Eis sich rasch zurück und das Eis in der Umgebung schmolz ganz weg. Erst vor rund 2500 Jahren bildete sich der nördliche Teil des Gletschers (Nordre Folgefonna) während einer Periode niedriger Temperaturen und erhöhter Niederschläge neu. Mit periodischen Variationen hatte er ungefähr die gleiche Ausdehnung wie der heutige Gletscher. Die übrigen Teile des Gletschers haben eine parallele Geschichte.

## Folgefonntunnel
Quer durch den Berg wurde ein 11.150 m langer Tunnel gebaut, der 2001 geöffnet wurde. Hierdurch findet Rosendal Anschluss an Odda.